# Starickaja
Starickaja (ros. Старицкая) – wieś (dieriewnia) w Rosji, w obwodzie tiumeńskim, w rejonie tobolskim. W 2010 liczyła 172 mieszkańców.